# Triphragmiopsis laricina
Triphragmiopsis laricina är en svampart som först beskrevs av W.F. Chiu, och fick sitt nu gällande namn av F.L. Tai 1979. Triphragmiopsis laricina ingår i släktet Triphragmiopsis och familjen Raveneliaceae.   Inga underarter finns listade i Catalogue of Life.